# 준강자성

준강자성

준강자성(準强磁性, ferrimagnetism) 재료는 반강자성에서처럼 다른 하부 격자에서 원자의 자기 모멘트가 반대로 되는 성질을 보인다. 그러나 준강자성에서는 반대 모멘트가 상쇄되지 않아 자발적인 자성이 남는다. 준강자성은 하부 격자가 다른 물질 또는 이온으로 구성될 때 일어난다. (예를 들면 Fe2+ 와 Fe3+).

## 성질
준강자성은 퀴리 온도 아래에서 자발적인 자기성을 지니고, 이 온도 위에서 상자성을 보인다는 점에서 강자성과 비슷하다. 그러나 때로는 퀴리 온도 이하에 두가지 하부격자는 같은 모멘트를 지니는 결과적으로 순 자기 모멘트가 0인 온도가 있다. 이 보상점 온도는 가넷과 희토류·전이 금속 합금에 쉽게 관측된다. 게다가 준강자성은 각운동량 보상점을 보일 수 있다. 이 점에서 자기 하부격자의 각운동량은 보상된다. 이 보상점은 자기 메모리 소자내의 고속 자계 반전을 달성하기 위한 임계 점이다.

## 준강자성 물질
준강자성은 페라이트(ferrite, Fe2O3와 세라믹으로 이루어진 화합물)와 자성 가넷(이트륨·철 가넷[yttrium iron garnet] 등)에서 나타난다. 또한 자철석(Fe3O4)도 준강자성체이다. (원래 자철석은 강자성체로 알려졌으나, 루이 네엘이 자철석에서 준강자성과 반준강자성을 발견하였다.)
그 밖에도 알루미늄, 코발트, 니켈, 망가니즈, 아연 등의 원소가 준강자성을 띤다.